# A Midsummer Night's Dream (1935)
A Midsummer Night's Dream is een Amerikaanse romantische fantasyfilm uit 1935 geregisseerd door Max Reinhardt en William Dieterle. De hoofdrollen worden gespeeld door Olivia de Havilland, Jean Muir, Dick Powell en Ross Alexander. De film is gebaseerd op het toneelstuk Een Midzomernachtdroom van William Shakespeare.
De film werd genomineerd voor vier Oscars, waaronder de Oscar voor beste film. De film wist uiteindelijk twee nominaties te verzilveren.

## Rolverdeling
| Acteur              | Personage             |
| ------------------- | --------------------- |
| Ian Hunter          | Theseus               |
| Verree Teasdale     | Hippolyta             |
| Hobart Cavanaugh    | Philostrate           |
| Dick Powell         | Lysander              |
| Ross Alexander      | Demetrius             |
| Olivia de Havilland | Hermia                |
| Jean Muir           | Helena                |
| Grant Mitchell      | Egeus                 |
| Frank McHugh        | Quince                |
| Dewey Robinson      | Snug                  |
| James Cagney        | Nick Bottom           |
| Joe E. Brown        | Francis Flute         |
| Hugh Herbert        | Snout                 |
| Otis Harlan         | Starveling            |
| Arthur Treacher     | Epilogue              |
| Victor Jory         | Oberon                |
| Anita Louise        | Titania               |
| Nini Theilade       | Elf                   |
| Mickey Rooney       | Puck/Robin Goodfellow |
| Katherine Frey      | Pease-Blossom         |
| Helen Westcott      | Cobweb                |
| Fred Sale           | Moth                  |
| Billy Barty         | Mustard-Seed          |
| Margaret Kerry      | Elf                   |

## Prijzen en nominaties
| Jaar | Prijs          | Categorie            | Genomineerde(n) | Uitslag     |
| ---- | -------------- | -------------------- | --------------- | ----------- |
| 1935 | Academy Awards | Beste film           | Beste film      | Genomineerd |
| 1935 | Academy Awards | Beste camerawerk     | Hal Mohr        | Gewonnen    |
| 1935 | Academy Awards | Beste montage        | Ralph Dawson    | Gewonnen    |
| 1935 | Academy Awards | Beste regieassistent | Sherry Shourds  | Genomineerd |